# Ishikawa Akimitsu
Ishikawa Akimitsu (石川 昭光?; 1550 – 16 agosto 1622) è stato un samurai giapponese della fine del periodo Sengoku e l'inizio di quello periodo Edo appartenente al clan Ishikawa, più tardi servitore del clan Date.

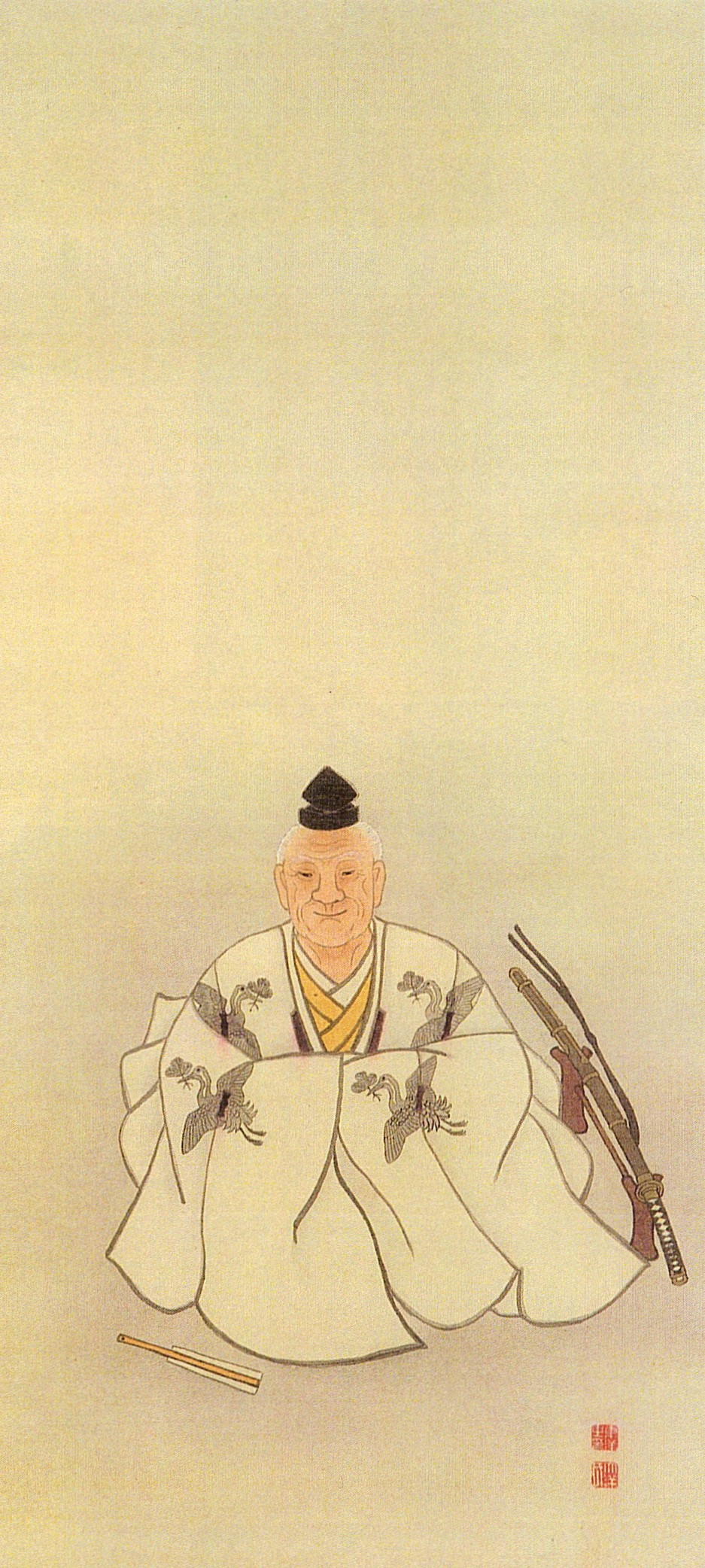
Un ritratto di Ishikawa Akimitsu

Conosciuto anche come Jirō (次郎?) o con il suo titolo di corte, Yamato no Kami (大 和 守) Akimitsu nacque nel 1550, quarto figlio di Date Harumune. I suoi fratelli includevano Rusu Masakage e Data Terumune, padre di Masamune. Akimitsu fu adottato da Ishikawa Harumitsu, il signore del distretto di Ishikawa a Iwaki. Dopo la distruzione del clan Ashina nella battaglia di Suriagehara (1589), divenne servitore di Date Masamune. [1] Al servizio di Masamune, Akimitsu fu ammesso come capo di uno dei rami del clan Date, o ichimon-hittō (一 門 衆 筆頭).
Servì sia nell'invasione della Corea che nella campagna di Osaka.
Nel 1598, a Akimitsu fu assegnato il castello di Kakuda, con uno stipendio di 10.000 koku.